# Чешский центр

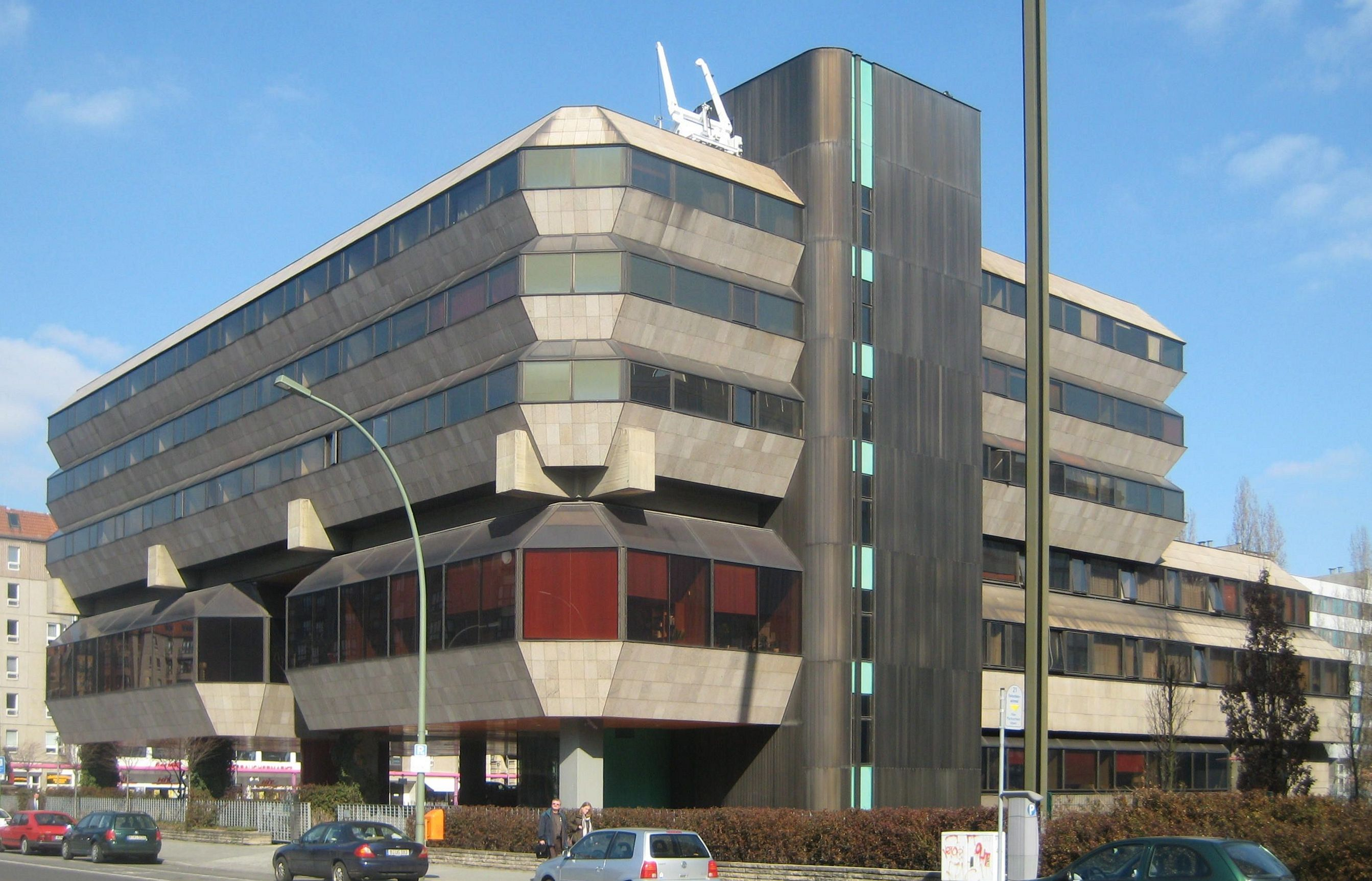
Чешский центр в Берлине

Чешский центр (чеш. České centrum) — организации, созданные Министерством иностранных дел Чехии для развития международного сотрудничества в области культуры, образования, торговли и туризма. Чешские  центры создают положительный образ Чехии за рубежом в первую очередь благодаря дипломатии. По состоянию на 2010 год действует 24 Чешских центра в 21 стране.
Программы центров связывают между собой культурные традиции Чехии с современными трендами в музыке, архитектуре, дизайне, фотографии и других областях. Реализованные проекты ориентированы на презентацию Чехии как бренда и представляют творческий потенциал современной чешской культурной сцены за рубежом. Генеральным директором Чешских центров является Михаэль Поспешил.

## Расположение Чешских центров
- Берлин, Германия
- Братислава, Словакия
- Брюссель, Бельгия
- Будапешт, Венгрия
- Бухарест, Румыния
- Варшава, Польша
- Вена, Австрия
- Гаага, Нидерланды
- Дюссельдорф, Германия
- Киев, Украина
- Лондон, Великобритания
- Мадрид, Испания
- Милан, Италия
- Москва, Россия
- Мюнхен, Германия
- Нью-Йорк, США
- Париж, Франция
- Прага, Чехия
- София, Болгария
- Стокгольм, Швеция
- Тель-Авив, Израиль
- Токио, Япония
- Тайбэй, Тайвань

## Задачи Чешских центров
В области культуры: проведение концертов, выставок, авторских чтений, театральных представлений и других проектов, представляющих чешское искусство. В центрах предоставляют контакты международных фестивалей, чешских и зарубежных организаций, работающих в области культуры.
В области торговли: предоставление информации о Чехии в области экономики и торговли, контактных данных соответствующих организаций в Чехии. Существует возможность размещения запроса на поставку в базе данных чешских экспортеров. Центры осуществляют поддержку чешских фирм при проведении презентаций за рубежом.
В области образования: информационная поддержка лиц, заинтересованных в получении образовании в Чехии, проведение курсов чешского языка, сдачи сертификационных экзаменов согласно CEFR в сотрудничестве с Институтом языковой и профессиональной подготовки Карлова университета.
В области услуг: презентация Чехии, информационная поддержка, информация о возможностях отдыха в Чехии.

## Чешский центр, Чешский дом в Москве
В Москве в интегрированном бизнес-центре размещен не только Чешский центр, но и Чешский дом, предоставляющий в аренду конференц-залы для проведения семинаров, презентаций и встреч чешских организаций. Они также могут воспользоваться гостиницей, парковкой, офисными помещениями для проведения мероприятий культурного, образовательного и туристического характера.